# 3750-es busz
A 3750-es jelzésű autóbuszvonal Miskolc, Mályi, Emőd és Borsodgeszt között húzódó regionális vonal, amelyet a MÁV Személyszállítási Zrt. üzemeltet.

## Útvonala
A miskolci autóbusz-állomásról indul. A 3-as főúton kezdi el útját Mezőkövesd felé, odairányban a főúton, visszirányban a Csabai kapun és a Corvin utcán át közlekedik, melyek a város egyik jelentősebb csomópontjában, a miskolctapolcai elágazásnál érnek össze. Hejőcsaba és Görömböly városrészei mentén hagyja el a várost, párhuzamosan a Budapest–Sátoraljaújhely-vasútvonallal.
Első települését, Mályit az egykori téglagyára felől közelíti meg, majd a főúton tartózkodva szeli át, a környék egyik nevezetességének számító Mályi-tavat nem érintve. Innen déli irányban Nyékládháza következik, amelyen belül követi a főút nyomvonalát a Szemere Bertalan utcában. Miután a 35-ös főútra leágaznak a Tiszaújváros felé közlekedő buszok, tovább megy Adorjántanyára, ami a vele szomszédos Emődnek a külterülete. Kelet-nyugati irányban átszeli a települést, a vasútállomásához nem tesz kitérést, azonban a Bükkaranyos felé eső csücskét szinte mindig útvonalára fűzi, hiszen itt található a vonal felezőpontja, Emőd buszfordulója. Hétköznapokon a 3751-es buszok által feltárt Bükkaranyos ebből az irányból is elérhető Miskolcról, valamint kettő alkalommal Emődön és Nyékládházán létesített eljutás innen.
A 3-as főút különlegessége, hogy a hegységet és a síkságot kettéválasztja, mely itt is igaznak bizonyul, mivel jobb oldalt a Bükk-hegység, Harsány és Kisgyőr fekszik, bal oldalt az Alföldön átívelő csatornák, lapos tájak a jellemzőek. Továbbhajt Vattára, ami az Eger–Laskó–Csincse-vízrendszernek egyik falva, mert a Csincse-patak keresztülfolyik nemsokkal később az erről elnevezett falu kereszteződése után. Később a borsodgeszti és harsányi csomópontban lekanyarodik a 25 116-os mellékútra és 4 kilométeren belül Borsodgesztre érkezik. A zsákfalu csendes övezetben fekszik, néhány vendégházzal, illetve a Geszti-patakkal körülvéve, valamint gyalogos úton innen a szomszédos Sály is elérhető. Boltja, postája és temploma közelében ér célba.

## Közlekedése
Indításai minden nap történnek, gyakori jelleggel. Miskolc és Emőd többek között a budapesti (1050), a szegedi (1375), a kecskeméti (1376), a szolnoki (1377) és az egri (1380, 1381) távolsági vonalak húzódnak gyorsított járatokként, illetve a geleji (3747), a kácsi (3748), és a mezőkövesdi (3749, 4019) regionális buszok közlekednek, de a legtöbb nem tér ki az északi részébe. A 3750-es buszok az alábbi járatok közlekedési időszakán kívül, valamint csúcsforgalom esetén közlekednek többletjáratokként. A két város vasúton is összekapcsolt (Budapest–Sátoraljaújhely-vasútvonal), bár az InterCity vonatok nem állnak meg itt.
Borsodgeszt főként ezzel a buszvonallal kiszolgált, hétköznap 7, hétvégén 4 indítás vezet ki a faluból, melyek vagy Emődig vagy Miskolcig közlekednek (az utolsó járat Vattáig közlekedik és ott csatlakozik egy kácsi járathoz).

### Törzsjárművei
- az NTL-987 rendszámú Mercedes-Benz Intouro autóbusz.

| Viszonylat                                 | Indításszám     | Közlekedési rend          |
| ------------------------------------------ | --------------- | ------------------------- |
| Miskolc, aut. áll. – Emőd, aut. ford.      | 3 pár           | tanítási napokon          |
| Miskolc, aut. áll. – Emőd, aut. ford.      | 4 oda, 5 vissza | tanszünetben munkanapokon |
| Miskolc, aut. áll. – Emőd, aut. ford.      | 3 oda, 2 vissza | hétvégén                  |
| Miskolc, aut. áll. – Bükkaranyos, kh.      | 2 pár           | munkanapokon              |
| Miskolc, aut. áll. – Borsodgeszt, aut. vt. | 5 oda, 4 vissza | munkanapokon              |
| Miskolc, aut. áll. – Borsodgeszt, aut. vt. | 4 oda, 3 vissza | hétvégén                  |
| Borsodgeszt, aut. vt. ➝ Vatta, híd         | 1 oda           | naponta                   |
| Borsodgeszt, aut. vt. ➝ Emőd, aut. ford.   | 2 oda           | munkanapokon              |

## Megállóhelyei
| 0                                            | Miskolc, autóbusz-állomás végállomás         | 0.0 km  | 1, 1G, 3, 3A, 4, 7, 11, 12G, 20, 20A, 24, 28, 32, 34G, 35, 43, 44, 45, 101B, 900, 914, 935 1050, 1053, 1369, 1370, 1372, 1373, 1374, 1375, 1376, 1377, 1380, 1381, 1383, 1384, 1410, 1411 3700, 3701, 3702, 3703, 3704, 3705, 3706, 3707, 3708, 3709, 3710, 3711, 3712, 3714, 3715, 3716, 3717, 3718, 3719, 3720, 3721, 3722, 3723, 3724, 3726, 3727, 3728, 3729, 3730, 3731, 3733, 3734, 3735, 3736, 3737, 3738, 3739, 3740, 3741, 3742, 3743, 3744, 3745, 3746, 3747, 3748, 3749, 3751, 3752, 3753, 3754, 3755, 3757, 3760, 3761, 3764, 3765, 3766, 3767, 3770, 3772, 3773, 3774, 3775, 3776, 3777, 4019 |
| 1                                            | Miskolc, Vörösmarty út (↓)                   | 1.0 km  | 3A, 14G, 21, 21G, 24, 32, 35, 45, 901, Auchan 1 1050, 1369, 1370, 1372, 1375, 1376, 1377, 1380, 1381 3738, 3739, 3740, 3741, 3742, 3743, 3744, 3745, 3746, 3747, 3748, 3749, 3751, 3752, 4019 |
| ∫                                            | Miskolc, Corvin utca (↑)                     | ∫       | 20, 20A, 28, 34, 35, 43, 44, Auchan 1 1369, 1370, 1372, 1375, 1376, 1377, 1410 3738, 3739, 3740, 3741, 3742, 3743, 3744, 3745, 3746, 3747, 3748, 3749, 3751, 3752, 4019 |
| 2                                            | Miskolc, Lévay József utca (↓)               | 1.8 km  | 4, 30, 31, 32, 35G, 45 1369, 1370, 1377, 1381 3738, 3739, 3740, 3741, 3742, 3743, 3744, 3745, 3746, 3747, 3748, 3749, 3751, 3752, 4019 |
| ∫                                            | Miskolc, SZTK rendelő (↑)                    | ∫       | 14, 20, 20A, 21, 30, 31, 34, 36, 43, 44, 900, 914, 935 1369, 1370, 1377 3738, 3739, 3740, 3741, 3742, 3743, 3744, 3745, 3746, 3747, 3748, 3749, 3751, 3752, 4019 |
| 3                                            | Miskolctapolcai elágazás                     | 3.2 km  | 4, 14, 20, 20A, 24, 30, 32, 34, 36, 43, 44, 45, 900, 914, 935 1050, 1369, 1370, 1372, 1373, 1374, 1375, 1376, 1377, 1380, 1381, 1410, 1411 3738, 3739, 3740, 3741, 3742, 3743, 3744, 3745, 3746, 3747, 3748, 3749, 3751, 3752, 4019 |
| 4                                            | Miskolc (Hejőcsaba), gyógyszertár            | 4.3 km  | 4, 14, 43, 44, 45, 900, 914 1377, 1381 3738, 3739, 3740, 3741, 3742, 3743, 3744, 3745, 3746, 3747, 3748, 3749, 3751, 3752, 4019 |
| 5                                            | Miskolc (Hejőcsaba), cementgyár              | 5.0 km  | 4, 14, 43, 44, 45, 900, 914 1377, 1381 3738, 3739, 3740, 3741, 3742, 3743, 3744, 3745, 3746, 3747, 3748, 3749, 3751, 3752, 4019 |
| 6                                            | Miskolc, Görömböly bejárati út (↓)           | 5.8 km  | 4, 43, 44, 53 1377, 1381 3738, 3739, 3740, 3741, 3742, 3743, 3744, 3745, 3746, 3747, 3748, 3749, 3751, 3752, 4019 |
| 7                                            | Miskolc, harsányi útelágazás                 | 6.5 km  | { 4, 43, 44, 53 1050, 1369, 1372, 1375, 1376, 1377, 1381 3738, 3739, 3740, 3741, 3742, 3743, 3744, 3745, 3746, 3747, 3748, 3749, 3751, 3752, 4019 |
| 8                                            | Miskolci Állami Gazdaság                     | 8.8 km  | 1377, 1381 3739, 3740, 3741, 3742, 3743, 3744, 3745, 3747, 3748, 3749, 4019 |
| 9                                            | Mályi, Agroker bejárati út                   | 9.7 km  | 1370, 1377, 1381 3739, 3740, 3741, 3742, 3743, 3744, 3745, 3747, 3748, 3749, 4019 |
| 10                                           | Mályi, téglagyár                             | 10.3 km | 1370, 1377, 1381 3739, 3740, 3741, 3742, 3743, 3744, 3745, 3747, 3748, 3749, 4019 |
| 11                                           | Mályi, bolt                                  | 11.1 km | 1050, 1369, 1370, 1372, 1375, 1376, 1377, 1380, 1381, 1410 3739, 3740, 3741, 3742, 3743, 3744, 3745, 3747, 3748, 3749, 4019 |
| 12                                           | Mályi, lakótelep                             | 11.8 km | 1377, 1381 3739, 3741, 3742, 3743, 3744, 3745, 3747, 3748, 3749, 4019 |
| 13                                           | Nyékládháza, Szemere utca 53.                | 14.1 km | 1050, 1369, 1370, 1372, 1375, 1376, 1377, 1380, 1381, 1410 3745, 3747, 3748, 3749, 4019 |
| 14                                           | Nyékládháza, Pótkerék Csárda                 | 15.9 km | 1377, 1381 3747, 3748, 3749, 4019 |
| 15                                           | Emőd, Adorjántanya bejárati út               | 18.5 km | 1377, 1381 3747, 3748, 3749, 4019 |
| 16                                           | Emőd, ABC áruház                             | 20.8 km | 1050, 1375, 1376, 1377, 1380, 1381 3747, 3748, 3749, 4019 |
| Tanítási napokon 1 járat által nem érintett. |                                              |         | |
| 17                                           | Emőd, orvosi rendelő                         | 21.4 km | 1377 3748, 3749, 4019 |
| 18                                           | Emőd, autóbusz-váróterem                     | 21.8 km | 1377 3748, 3749, 4019 |
| 19                                           | Emőd, autóbusz-forduló vonalközi végállomás  | 22.5 km | 1377 3748, 3749, 4019 |
| Munkanapokon 4 járat által érintett.         |                                              |         | |
| ∫                                            | Emőd, temető                                 | ∫       | |
| ∫                                            | Bükkaranyos, autóbusz-forduló                | ∫       | 3751 |
| ∫                                            | Bükkaranyos, Petőfi utca 115.                | ∫       | 3751 |
| ∫                                            | Bükkaranyos, községháza vonalközi végállomás | ∫       | 3751 |
| ∫                                            | Bükkaranyos, Petőfi utca 115.                | ∫       | 3751 |
| ∫                                            | Bükkaranyos, autóbusz-forduló                | ∫       | 3751 |
| ∫                                            | Emőd, temető                                 | ∫       | |
| 19                                           | Emőd, autóbusz-forduló vonalközi végállomás  | 22.5 km | 1377 3748, 3749, 4019 |
| 20                                           | Emőd, autóbusz-váróterem                     | 23.2 km | 1377 3748, 3749, 4019 |
| 21                                           | Emőd, orvosi rendelő                         | 23.6 km | 1377 3748, 3749, 4019 |
| 22                                           | Emőd, Bagolyvár Csárda                       | 25.0 km | 1050, 1375, 1376, 1377, 1380, 1381 3747, 3748, 3749, 4019 |
| 23                                           | Vatta, Kossuth utca 30.                      | 29.6 km | 1050, 1375, 1376, 1377, 1380, 1381 3747, 3748, 3749, 4019 |
| 24                                           | Vatta, híd vonalközi végállomás              | 30.4 km | 1050, 1375, 1376, 1377, 1380, 1381 3747, 3748, 3749, 4019 |
| 25                                           | Borsodgeszt, autóbusz-váróterem végállomás   | 36.3 km | 3748 |